# Petit Blanc (sociologie)
Pour les articles homonymes, voir Petit Blanc.
Un Petit Blanc désignait, aux Antilles et en Afrique coloniale française, un colon « blanc », c'est-à-dire d'origine européenne, et ayant une condition sociale modeste, en opposition au béké aux Antilles ou au riche propriétaire européen en Afrique.
Par généralisation, le terme, devenu péjoratif, désigne des personnes d'origine européenne de condition sociale modeste dans un contexte local de métissage qui peut être une région ou simplement un quartier.
À la Réunion, les Petits Blancs des Hauts désignent les premiers habitants des Hauts de l'île, dont la peau était claire et le statut social peu élevé.